# IC 3167
IC 3167 је спирална галаксија у сазвјежђу Дјевица која се налази на листи објеката дубоког неба у Индекс каталогу.
Деклинација објекта је + 9° 32' 43" а ректасцензија 12h 20m 18,8s. Привидна величина (магнитуда) објекта IC 3167 износи 14,2 а фотографска магнитуда 14,8. IC 3167 је још познат и под ознакама CGCG 70-17, VCC 407, PGC 39795.